# Lucius Ceionius Commodus (Konsul 106)
Lucius Ceionius Commodus war ein römischer Politiker und Senator um die Wende vom 1. zum 2. Jahrhundert n. Chr. 
Commodus stammte aus Etrurien. Sein gleichnamiger Vater war im Jahr 78 Konsul gewesen. Der jüngere Commodus war mit Plautia verheiratet; der Sohn aus dieser Ehe, der ebenfalls den Namen Lucius Ceionius Commodus trug, wurde später von Kaiser Hadrian adoptiert und unter dem Namen Lucius Aelius Caesar zum Caesar ernannt.
Im Jahr 106 wurde Commodus zusammen mit Sextus Vettulenus Civica Cerialis, der später Plautia heiratete, ordentlicher Konsul. Seine weitere Laufbahn ist nicht bekannt.